# Concatedral de Cristo Salvador (Nova Gorica)
La Concatedral de Cristo Salvador o simplemente Catedral de Nova Gorica (en esloveno: Stolna cerkev Kristus Odrešenik) es el nombre que recibe un edificio religioso que está afiliado a la Iglesia católica y funciona como la concatedral o catedral alterna de la diócesis de Koper. Se encuentra en Nova Gorica, una localidad del país europeo de Eslovenia. Fue construido en 1982 por el arquitecto del proyecto Franc Kvaternik. Dentro de la imagen de Cristo y de la Cruz realizada en madera, pintada por Stane Jarm.
El 15 de marzo de 2004, durante el pontificado del papa Juan Pablo II la iglesia fue declarada la concatedral de la diócesis con el decreto "Ut spirituali" de la Congregación para los Obispos (Congregatio pro episcopis).